# Musique dans les ténèbres
Pour plus de détails, voir Fiche technique et Distribution.
Musique dans les ténèbres (Musik i mörker) est un film suédois réalisé par Ingmar Bergman, sorti en 1948.

## Synopsis
Pendant son service militaire, au cours d'un exercice de tir, le jeune Bengt perd la vue. Sa petite amie le quitte aussitôt car elle refuse de vivre avec un invalide. Bengt perd toute envie de vivre et délaisse sa passion pour la musique.
Dès lors, il rencontre une ouvrière, Ingrid, qui lui redonne le goût de la vie. Engagée à son service, elle lui fait la lecture et le pousse à se remettre au piano. Echouant à son examen d'entrée au conservatoire, Bengt devient pianiste dans un bar alors qu'Ingrid, de son côté, poursuit ses études et fréquente un certain Ebbe. Une seconde fois abandonné par une femme dont il s'est épris, Bengt sombre à nouveau.

## Fiche technique
- Titre original : Musik i mörker
- Titre français : Musique dans les ténèbres
- Réalisation : Ingmar Bergman
- Scénario : Dagmar Edqvist d'après son roman
- Production : Lorens Marmstedt
- Musique : Erland von Koch
- Photographie : Göran Strindberg
- Montage : Lennart Wallén
- Décors : P.A. Lundgren
- Format : Noir et blanc - 1,37:1 - Mono - 35 mm
- Genre : Drame
- Durée : 87 minutes
- Date de sortie : 1948

## Distribution
- Mai Zetterling : Ingrid
- Birger Malmsten : Bengt Vyldeke
- Rune Andréasson : Evert
- Ulla Andreasson : Sylvia
- Gunnar Björnstrand : Klasson
- Hilda Borgström : Lovisa
- Britta Brunius : une femme
- Åke Claesson : Augustin Schröder
- Bengt Eklund : Ebbe
- Olof Winnerstrand : le vicaire Kerrman
- Svea Holst (non créditée) : une employée de la poste